# Front de libération du peuple du Tigré
Le Front de libération du peuple du Tigré (FLPT), en tigrigna : ህዝባዊ ወያነ ሓርነት ትግራይ, hizbāwī weyānē ḥārinet tigrāy, est un parti politique et ancien groupe armé éthiopien social démocrate de gauche fondé sous le nom de Organisation nationale du Tigré (ONT) en 1970. Il est également nommé Hewehat, l'acronyme du nom officiel : ህወሓት.
 
Le terme de Weyane (tigrinya : ወያነ) ou Weyané (amharique : ወያኔ) désigne aussi bien les combattants du front que le parti dans son ensemble. Le mot peut avoir une connotation aussi bien positive que péjorative.
Il est dirigé par Meles Zenawi de 1989 à sa mort en 2012.
Lors des élections législatives de 2005, le FLPT était la principale composante du Front démocratique révolutionnaire du peuple éthiopien qui obtint 327 sièges sur 527. La même année, lors des élections régionales, le parti aurait remporté l'ensemble des sièges dans la région du Tigré.

## Histoire
Au début des années 1970 un groupe de révolutionnaires du Tigré forme l'Organisation nationale du Tigré (ONT). Celle-ci organise des cellules clandestines et mène des opérations de propagande auprès du peuple. Lors du soulèvement populaire de 1974, l'organisation nationale du Tigré joua un rôle important en parvenant à mobiliser les peuples du Tigré. Après la prise du pouvoir par la junte militaire Derg, l'ONT déclara que la lutte armée était indispensable pour défaire le nouveau régime.
En février 1975, l'ONT devient le Front de libération des peuples du Tigré (FLPT) après diverses tractations politiques et militaires. Au côté de partis comme le Front populaire de libération de l'Érythrée et d'autres partis démocratiques, le FLPT s'est battu contre le régime autoritaire Derg de Mengistu Haile Mariam et contrôlait certaines régions, notamment les anciennes provinces de Wollo et Gondar.
En 1983, les cadres dirigeants du parti fondent la Ligue marxiste-léniniste du Tigré en ajoutant ensuite à leur nom le terme Woyane pour faire référence à la rébellion Woyane, une révolte qui a émergé dans le Tigré et fut écrasée en 1943.
À l'époque, le parti est dirigé par un comité central et un bureau politique. Il est divisé en quatre groupes régionaux, trois étant au Tigré et étant supervisés par un quatrième groupe chargé en outre de coordonner les activités du parti à l'étranger, notamment au Soudan, au Moyen-Orient, en Europe et en Amérique du Nord.
En 1990, compte tenu de l'effondrement progressif des régimes communistes dans le monde, le FLPT abandonne toute référence au marxisme-léninisme. La ligue marxiste-léniniste est alors dissoute alors que le FLPT soutient le Front démocratique révolutionnaire du peuple éthiopien qui prend le pouvoir après la chute du régime Derg en 1991 jusqu'en 2018.
Souhaitant se rapprocher des États occidentaux, le FLPT se tourne davantage vers le libéralisme et son dirigeant Meles Zenawi explique publiquement à Washington en 1990 faire de la « démocratie révolutionnaire » le nouveau socle idéologique du parti. L'idéologie véritable du FLPT n'en reste pas moins l'ethno-nationalisme, et ce depuis sa création. Une nouvelle Constitution est ainsi adoptée en 1995, inaugurant un système de gouvernance fondé sur la notion de fédéralisme ethnique. Chaque groupe ethno-régional se voit doté d’un territoire et d’un Parlement, sa langue y devient officielle. Le droit à la sécession est même reconnu.

### Conflit de 2020-2021
Dans l’opposition depuis 2018, le FLPT est devenu séparatiste depuis que les élections nationales qui devaient se tenir en août 2020 ont été reportées. Il accuse le premier ministre éthiopien Abiy Ahmed — un oromo, ethnie la plus importante en Éthiopie — d’avoir progressivement marginalisé la minorité tigréenne (6 % de la population) au sein de la coalition au pouvoir, que le parti a depuis quittée, se positionnant de facto dans l’opposition.
Le 4 novembre 2020, le FLPT lance une attaque contre des bases des Forces de défense nationale éthiopiennes à Mekele, la capitale du Tigré, et à Dansha, une ville de l’ouest de la région.
La région totalise plus de la moitié de l’ensemble du personnel des forces armées et des divisions mécanisées du pays dans le Commandement du nord, selon un rapport du centre de réflexion International Crisis Group publié fin octobre 2020. Selon ICG, les autorités du Tigré peuvent compter sur « une importante force paramilitaire et une milice bien entraînée », dont les effectifs combinés sont estimés à 250 000 hommes et « semblent bénéficier d’un soutien significatif des six millions de Tigréens ».
Le Premier ministre éthiopien, Abiy Ahmed, dans une intervention télévisée, a déclaré que l'attaque avait été repoussée par des forces de sécurité de la région d’Amhara, qui bordent le sud du Tigré. Elle a fait « de nombreux morts, des blessés et des dégâts matériels ».
Le bureau du Premier ministre a accusé dans un communiqué le TPLF d’avoir habillé ses soldats avec des uniformes semblables à ceux portés par l’armée érythréenne afin « d’impliquer le gouvernement érythréen dans les fausses revendications d’agression contre le peuple du Tigré ».
Le 5 novembre 2020, l'état d'urgence est déclaré pour six mois par le gouvernement éthiopien qui a lancé la veille une opération militaire avec de l'artillerie contre le FLPT.
Le même jour, le président du Front de libération du peuple du Tigré Debretsion Gebremichael a confirmé que les forces tigréennes contrôlaient le quartier général du commandement nord de l'armée éthiopienne et avaient saisi la plupart de ses armes. Debretsion Gebremichael a également déclaré que le Commandement du Nord lui-même avait fait défection et rejoint le soulèvement, et que l'armée de l'air éthiopienne bombardait des zones proches de Mekele, la capitale du Tigré.
Le TPLF perd le contrôle de la capitale du Tigré Mekele après la bataille de novembre 2020.
En juin 2021, le TPLF s'empare de deux villes stratégiques en Ambara et Afar, après avoir chassé hors du Tigré, avec de lourdes pertes, une armée gouvernementale forte de 160 000 hommes.
Début novembre 2021, plusieurs Etats occidentaux ordonnent à leurs ressortissants de quitter l'Ethiopie, en prévision d'une éventuelle prise d'Addis-Abeba par le TPLF accompagnée d'exactions. À ce stade le conflit a engendré, outre des milliers de morts, le déplacement forcé de plus de deux millions de personnes et un risque de famine pour cinq millions.

## Personnalités
Parmi les membres anciens ou actuels du parti, on peut citer Meles Zenawi (chef du parti jusqu'à son décès en 2012), Tedros Adhanom Ghebreyesus, Seyoum Mesfin, Sebhat Nega, Arkebe Equbay, Tesfaye Hayara, Aregawi Berhe, Abay Tsehaye, Tsegay Berhe, Siye Abraha, Sara Abraham, Tadesse Gebregzabier, Haftom Abraha, Gebrezgi Alemayahu (décédé) et Weyen (décédé). Plusieurs de ses membres ont fait partie du gouvernement, par exemple Fetlework Gebre-Egziabher qui a été la ministre du Commerce et de l'Industrie dans le gouvernement d'Abiy Ahmed de 2018 à 2020.